# بنوا کروسان

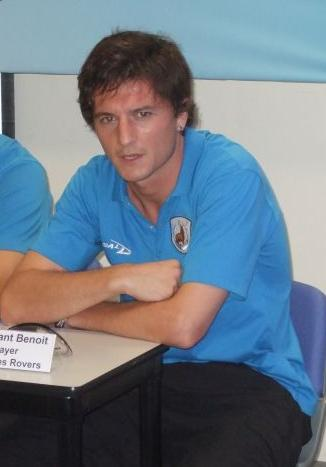
بنوا کروسان - ۲۰۱۰

بنوا کروسان (انگلیسی: Benoît Croissant؛ زادهٔ ۹ اوت ۱۹۸۰) بازیکن فوتبال اهل فرانسه است.
از باشگاه‌هایی که در آن بازی کرده‌است می‌توان به باشگاه فوتبال النجمه بحرین، باشگاه فوتبال لیائونینگ، باشگاه فوتبال شفیلد یونایتد، باشگاه فوتبال تروا، باشگاه فوتبال تامپینس روفرز، و باشگاه فوتبال گوانگ‌ژو سیتی اشاره کرد.